# Sigöldulón
Het meer Sigöldulón is een waterreservoir in IJsland, dat ook wel Krókslón wordt genoemd. Het is gelegen in het zuiden van het land, niet ver van Landmannalaugar. Het Sigöldulón meer is met een wateroppervlakte van 14 km² een van de twintig grootste meren van IJsland. Zowel het meer als de nabijgelegen krachtcentrale Sigölduvirkjun ontlenen hun naam aan de Sigalda, een bergketen op ongeveer 600 meter boven de zeespiegel waar ooit de Tungnaá rivier door een kloof stroomde. Het water stroomt nu door buizen in de krachtcentrale dat werd gebouwd tussen 1973 en 1977.